# Lípa Skautů
Lípa Skautů je památný strom rostoucí v Chrastavě, městě na severu České republiky, v Libereckém kraji.
V roce 2018 se umístila na 12. místě v hlasování o Strom roku.

## Poloha a historie
Lípa byla vysazena chrastavskými skauty pod vedením ředitele školy Jaroslava Bradáče 27. října 1968 jako připomínka 50 let od vzniku samostatného Československa. Později během normalizace byla vzpomínka na tuto událost z paměti lidí vymazána, okolnosti zasazení lípy byly znovuobjeveny roku 2014.
Strom roste při západní straně centrálních partií města, v centru místního autobusového nádraží. Severozápadně od něj protéká řeka Jeřice. O prohlášení stromu za památný rozhodl chrastavský městský úřad, jenž dne 11. prosince 2013 vydal příslušný dokument, jenž nabyl právní účinnosti 30. ledna 2014.

## Popis
Památný strom je lípa malolistá (Tilia cordata) a dosahuje výšky 16 metrů. Kolem stromu je vyhlášeno ochranné pásmo mající velikost zatravněné plochy, v jehož centru Lípa Skautů roste.